# كأس أوروبا للكرة الطائرة للسيدات 1964–65
كأس أوروبا للكرة الطائرة للسيدات 1963–64 كانت النسخة الخامسة من المنافسة الرسمية لأبطال أوروبا الوطنيين في الكرة الطائرة للسيدات. تنافس عليها 16 فريقًا، ستة أكثر من النسخة السابقة، مع ظهور إسرائيل وسويسرا لأول مرة، لذا يمكن عقد دور الـ16 لأول مرة. هزم دينامو موسكو بطل الدورة ليفسكي صوفيا في نصف النهائي ودينامو برلين في النهائي ليفوز بلقبه الثالث.

## دور الـ16
| Team #1             | Agg. | Team #2                      | 1st | 2nd |
| ------------------- | ---- | ---------------------------- | --- | --- |
| دينامو برلين        | 6–1  | سلافيا صوفيا                 | 3–0 | 3–1 |
| بلاو-جولد فيينا     | 0–6  | إيه زد إس-إيه دبليو إف وارسو | 0–3 | 0–3 |
| دينامو بوخارست      | 6–0  | غلطة سراي                    | 3–0 | 3–0 |
| يوني بازل           | 0–6  | أويبشت دوزا                  | 0–3 | 0–3 |
| ريد ستار بلغراد     | 0–6  | دينامو موسكو                 | 0–3 | 0–3 |
| سي كيه دي براغ      | 6–1  | لفي سي هانوفر                | 3–0 | 3–1 |
| إيه إس يو ليون      | ?–?  | سبورتينغ إسبينيو             | 3–0 | ?–? |
| هبوعيل تسافر مساريك | 0–6  | ليفيسكي صوفيا                | 0–3 | 0–3 |

## ربع النهائي
| الفريق #1      | المجموع | الفريق #2        | الأولى | الثانية |
| -------------- | ------- | ---------------- | ------ | ------- |
| دينامو برلين   | 5–3     | أزس أو.و.ف وارسو | 3–0    | 2–3     |
| دينامو بوخارست | 4–3     | أويبيست دوزسا    | 3–0    | 1–3     |
| دينامو موسكو   | 6–0     | ك.ك.د براغ       | 3–0    | 3–0     |
| إيه.إس.يو ليون | 0–6     | ليفيسكي صوفيا    | 0–3    | 0–3     |

## نصف النهائي
| الفريق #1    | النتيجة الإجمالية | الفريق #2      | الأول | الثاني |
| ------------ | ----------------- | -------------- | ----- | ------ |
| دينامو برلين | 4–3               | دينامو بوخارست | 3–0   | 1–3    |
| دينامو موسكو | 4–3               | ليفسكي صوفيا   | 3–0   | 1–3    |

## النهاية
| الفريق #1    | المجموع | الفريق #2    | الأولى | الثانية |
| ------------ | ------- | ------------ | ------ | ------- |
| دينامو برلين | 0–6     | دينامو موسكو | 0–3    | 0–3     |

| بطولة أوروبا لكرة الطائرة للسيدات أبطال 1962-63 |
| ----------------------------------------------- |
| دينامو موسكو اللقب الثالث                       |